# Nicola Sanesi
Pour les articles homonymes, voir Sanesi.
Nicola Sanesi, né en 1818 à Florence et mort le 7 décembre 1889 dans cette même ville, est un peintre italien.

## Images

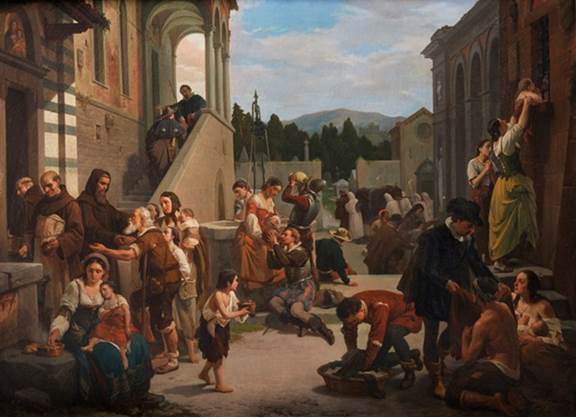
Les Sept Œuvres de miséricorde par Nicola Sanesi.